# 牧場の少女カトリ
『牧場の少女カトリ』（まきばのしょうじょカトリ） は、1984年1月8日から12月23日まで、フジテレビ系列で毎週日曜19:30 - 20:00（JST）に全49話が放送された、日本アニメーション制作のテレビアニメ。『世界名作劇場』の第10作目に当たる。

## 概要
原作はアウニ・ヌオリワーラ （芬: Auni Elisabeth Nuolivaara）の『牧場の少女』（芬: Paimen, piika ja emäntä）。作者であるヌオリワーラが自身の祖母の少女時代をモデルに書いたもので、20世紀初頭のフィンランドを舞台に、母と離れて祖父母と暮らす少女が牧場の家畜番として屋敷で働き始める姿を描く。日本では森本ヤス子が1952年に紹介したのが最初で、当時の少年少女向けの文学全集などに収録されたが、本作品が放映された1980年代の日本では、その知名度は非常に低いものだった。
本作品では原作より時代設定が65年ほど後にずらされており、クウセラ屋敷以降のエピソードや『カレワラ』（作中では「カレヴァラ」と呼称）など作中に登場する多くの書物を含め、独自の設定・展開も多数散見される。作中、カトリはよく働いていたため、新聞のテレビ欄や雑誌などでは前年の1983年に放送された「おしん」の“名作アニメ版”“西洋版”として紹介されることもあった。松土隆二プロデューサーは「（本作が）企画された後におしんの異常人気が起こった。いわば“西洋版おしん”のようなアニメだが、あれほど涙涙じゃなくてカラッとした話」と本作について話している。
第38話 - 第39話のエンディングは、視聴者から募集したキャラクターの似顔絵を紹介した特別なヴァージョンになっていた。フィルムで直に放送していた時代では再放送でも視聴できたが、放送用のビデオテープ素材での放送になった際に原版から通常のエンディングに差し替えられたため、後年リリースされたレーザーディスクやDVDにも収録されておらず、現在では視聴できなくなっている。

### 舞台設定
本作品では、1915年の春から1918年7月までのフィンランドを舞台に描かれている。
本作品における簡単な時系列は、1912年にサラがカトリと別れて3年間の予定で出稼ぎに行くが、残り1年となった頃（1914年）に第一次世界大戦が始まり手紙が届かなくなる。サラの帰国予定の1915年を迎えるが母の消息がつかめないまま、春頃に家計を助けるためカトリは自らの意思でライッコラ屋敷に奉公に出る。その後もカトリは1916年の春からクウセラ屋敷で暮らした後、さらに1917年の春にトゥルクで暮らし始める、という流れになっている。

## あらすじ
1915年の南フィンランドの農村（パルキ村）。3年前のカトリが6歳の時、母がドイツへ出稼ぎに行ったが、1年前からヨーロッパで第一次世界大戦が始まってしまい音信不通となった。預けられていた祖父母の家は貧しく母からの送金も途絶え、9歳のカトリは家計を支えるため飼い犬のアベルと共に農場に働きに行くことにした。
ライッコラ屋敷の家畜番として働き始めたカトリは、ある日知り合った大学生から一冊の本をもらい、読書を通じて学ぶことの楽しさを知る。また、カトリは様々な人との出会いと別れ、再会を通じて子供ながらに人生や将来の夢についても考えるようになる。その後クウセラ屋敷やトゥルクの屋敷と働く場所を変えながらも、勤勉で働き者で誰からも好かれるカトリは多くの人々の支えを受けて成長し、最後は母と再会する。

## 登場人物
カトリ・ウコンネミ
声 - 及川ひとみ
本作品の主人公である少女。誕生日は秋頃。家庭の事情で9歳にして奉公に出る。真面目で責任感が強く心優しい性格で働き者だが、ちょっぴり頑固なのが玉にキズ。持ち前の頑固さは祖父であるユリスに似ている部分がある。普段はしっかり者だが時々母のことを思い出して泣いてしまうことがある。学校に行っていないが勉強好きで利口で働きながらほぼ独学で勉強を続け、終盤には学校の特待生になる。
第34話でカトリの出生が明かされている。それによれば、「カトリはタンペレで生まれ、3歳の時に父が亡くなり、母サラが働かなければならなかったので、タンペレから汽車に乗ってパルキ村の祖父ユリスに預けられた」とされている。
エミリアやソフィアのを見て看護師や医者を志すが、成長後は作家になる。
アベル
声 - 龍田直樹
全話に登場。
ダックスフント。アベルという名前が付けられた理由は、カトリ曰く「何となく頭に浮かんだ」ため。カトリの愛犬で普段は友達のような存在だが、彼女が家畜番をする時は良き相棒となっている。牧牛犬でカトリ曰く「この犬は群れを離れた家畜を連れ戻す名人」とのこと。
性格はカトリに負けないくらいの働き者かつ、利口で勇敢な犬であるが、隙を見せることが多いのか、カトリに「なまけもん」と言われることがある。狩猟犬であるため足は速いが、仕事中でもたまにウサギやキツネなどを見ると追いかけて持ち場を離れてしまうこともある。食べることが大好きで、使用人が作った普段の犬のご飯以外にサンドイッチや焼き魚なども食べる。
ちなみに作中ではダックスフントを初めて見る人が多く、“胴が長く足が短い”という珍しい容姿のせいでアベルを見た人から辛辣な言葉をかけられることが多い。

### カトリの親友
マルティ・ハルマ
声 - 古谷徹
第2話 - 第4話、第9話 - 第15話、第18話、第25話 - 第27話、第38話 - 第40話、第48話、第49話で登場。
カトリが8歳の時に1週間ほど家畜番として雇われた屋敷のお坊ちゃん。カトリの遠縁にあたる。カトリが9歳の頃に再会し友達となる。
怠け者で学校をサボったりしていたが、勤勉なカトリの影響を受けてその後勉強に身を入れるようになる。気取らない性格で自分が御曹司であることをまったく鼻にかけない。意外と根性がある。趣味は魚釣りで手こぎボートも1人で乗れる。カトリとはパルキ村にいる時以外にも夏休みを利用して会いに行ったり、彼女が新しい奉公先に行く時に途中まで馬車で送るなどしている。
ペッカ
声 - 塩屋翼
カトリの最初の奉公先であるライッコラ屋敷の隣家ペンティラ屋敷で家畜番として働く少年。初めて会ったときからカトリを妹のように思っており、それ以来彼女と大の仲良しになりとても親切に接する。家畜番としてはカトリから頼りにされているが、少々口が悪くマルティとはお互いにカトリの友人としてライバル視している。
家畜番の仕事中でも時々カトリがいる牧場までやって来て仕事ぶりを見たり雑談を交わしたりしていたが、カトリが来て半年程経った頃ペンティラ屋敷が火事に遭い仕事を失ったため、兄ビリヤミの勤めるクウセラ屋敷へ移る。クウセラ屋敷では牛が6頭しかいないため、畑仕事や日曜大工のような仕事もするようになる。その後、ライッコラ屋敷をやめたカトリにクウセラ屋敷へ来るよう勧める。

### ウコンネミ家
ユリス・ウコンネミ
声 - 宮内幸平
第1話 - 第5話、第24話 - 第26話、第37話 - 第40話で登場。
カトリの祖父。サラにとっては義理の父。農作業をしているが、心臓の病気を患いあまり無理ができなくなった。頑固なおじいさんだが、孫娘のカトリには甘い。カトリが6歳の頃に不運が重なって家計が苦しくなり、仕方なくカトリに奉公に行ってもらう。
イルダ・ウコンネミ
声 - 京田尚子
第1話 - 第5話、第24話 - 第26話、第37話 - 第40話で登場。
カトリの祖母。サラにとっては義理の母。優しいおばあさんだが、神経痛を患っている。飼っている牛の乳でバターを作ったりパンを作ったりしている。幼い時に母親と離れ、家計を助けるために奉公に行くカトリを不憫に思うと同時に感謝の気持ちで接している。
サラ・ウコンネミ
声 - 藤田淑子
第1話、第49話で登場。
カトリの母。3年間の予定でドイツへ出稼ぎに出るが、戦争に巻き込まれて帰国予定の1年前から連絡がつかなくなる。夫（カトリの父）は既に故人。第1話でカトリにダックスフントをプレゼントしており、この犬がアベルである。第12話では、ドイツから出した手紙がユリス経由でカトリに届けられる
ユーラ
第1話、第2話、第4話、第5話、第25話、第26話、第37話、第39話で登場。
ユリスの家の牛。ウコンネミ家の貧しい生活のため、子牛の頃に母牛と別れさせられる。カトリの言うことをあまり聞かない模様。その代わりアベルがうまくそこはサポートしてくれている。終盤でユーラはいい乳を出すようになった。

### ハルマ家とその関係者（パルキ村）
ベイネ・ハルマ
声 - 辻村真人
第4話、第11話、第38話、第39話で登場。
マルティの父親でハルマ屋敷の主人。ユリス曰く、ユリスの父とベイネの祖父がいとこ同士らしい。初期はケチな人だったが、その後カトリをとても気に入るようになると、ウコンネミ家に親切になる。
マルティが勉強するようになったのはカトリのお蔭だと言い、そのお礼としてライッコラ屋敷の1年分の給料にあたる10ルーブルをマルティに持たせ、カトリに渡している。これにはカトリも大変びっくりした。知人の間では、ハルマ家のビールは美味しいことで有名。
マリ・ハルマ
声 - 津賀有子
第3話、第4話、第25話、第26話、第39話で登場。
マルティの姉。人形をマルティに壊されたことを根に持っており、初期はホウキを振り回すような怖い人だったが、本当はカトリに本をプレゼントするような優しい人。
マルティの母
名前不詳。ヘレナの別荘へ主人であるベイネと共に訪れ、夏休み中にマルティがカトリの代わりに家畜番をしていることを聞いて驚く。マルティによるとハルマ家の中のことを仕切っている人物。
トポル
声 - 飯塚昭三
ハルマ屋敷に来た靴修理をする人物。ライッコラ屋敷で家畜番を探しているという情報をマルティに提供した人物でもある。弟子（声 - 大島ゆみ）が1人いる。
カトリがライッコラ屋敷へ行く途中、トポルと出会っており、その時にはハルマ屋敷での作業はすべて終わっており、隣村のビルッキさんの所へ行くと言っているセリフがある。
ミローレ
声 - 向殿あさみ
ハルマ屋敷のお手伝いさん。
サーシャ
声 - 沢木郁也
ハルマ屋敷の家畜番。ちなみに、第3話の「春のあらし」にて波の煽りを受け転覆した船を漕いでいた人物でもある。

### ライッコラ屋敷、ミーナ邸別荘（サロ地方）
ライッコラ屋敷は、カトリの家から約12km離れた場所にある。ライッコラ屋敷と同じ地域内にあるミーナ邸の別荘はマルティの親族が所有し、作中では夏休みの間彼が別荘で過ごす。

#### ライッコラ屋敷の人々
テーム・ライッコラ
声 - 野島昭生
ライッコラの主人。ウッラによればケサケイットという食べ物が好物らしい。
最初はアベルのことでカトリを頭ごなしに怒るが、次の日アベルの賢さを見て彼女に謝る。エスコによれば銃の名手とのことである。鉄砲の名人で狼狩り。愛妻家で病気のせいで変わった言動をする妻を思いやっているが、最近イライラして怒りっぽくなった。仕事に関しては厳しい人で、作中で牛を危険な目に遭わせたカトリに厳しいお仕置きをするシーンもあったが、カトリの仕事ぶりには感心している。ライッコラ屋敷で30頭以上の牛と約20頭の羊を飼っている。
ウッラ・ライッコラ
声 - 杉田郁子
ライッコラの奥様。アンネリによれば、レイナという娘がいたが2年前に亡くし（生きていればカトリが勤め始めた時点で6歳らしい）、これが原因で統合失調症を患っているようであるが、カトリが勤め始めたから徐々に健康な心を取り戻す。
本来はお菓子作りが得意で自身はクレープ好きで時々1人で作って食べている。また、犬が大好きでカトリにアベルを譲るよう頼んだこともある。第8話では、サロ湖の近くある村のアリという女性の家からフィンカブラの苗をカトリに取ってくるように頼むが、それが原因でカトリに災難を招くことになる。
現実主義な考え方の持ち主で、カトリが夢の話をするたび「お屋敷の奥様を目指した方ががっかりしなくていいわ」とカトリを不安にさせるような発言をするが、本人は善意のつもりである。その後女の子を授かりエルナと名付ける。
ビヒトリ
声 - 藤井つとむ
作男（人に雇われて農作業などをする人のこと）。ライッコラ屋敷の柵や屋根などが壊れた時の修理などを任されている。他にも羊の世話をしており、カトリが羊のシロと出会ってからは一緒に面倒を見ている。
アンネリ
声 - 鈴木れい子
ライッコラ屋敷で働くお手伝いさん。仕事柄世話好きで面倒見が良い性格。秋にはカトリたちと畑で麦や麻の採り入れをしたり、サウナ小屋で麻を糸にする作業をするようになる。学校を出ていないが働き者で勤勉なカトリに、優しい言葉をかける。
エスコ
声 - 上田敏也
テームのおじにあたる人物。大工仕事を主にこなしており、様々な木材加工の作業をしている。食事や作業をする時は母屋に来ているが寝起きはいつも夏小屋でしている。出会った直後からカトリの味方となる。
テームが所有する主な牛たち
クロ…カトリによると優しい目をした雄牛で草をたくさん食べ、牛としては大きい方で強そうであるが、ビークナと違い手はかからない。第23話で、熊に襲われたカトリを鋭い角で助ける。興奮状態にあったクロの攻撃により熊はやがて絶命する。
ビークナ…いつも言うことを聞かず勝手に群れから離れてしまうことが多く、カトリを手こずらせる。
ルンストッカ…いつもおとなしい、ルシナ…首筋に傷がある、他にもオメナ、ダイルなどの牛がいる。
ヨルム
テームがいつも乗る馬。
シロ
ライッコラ屋敷で暮らすカトリが北の牧場へ行った際、迷い込んできたヒツジ。一旦カトリのものになり、目印として左前足にひもを結ばれ、秋頃に彼女はシロの毛から作った糸でセーターを作っている。しかしその後クマが出没し危険と判断され、カトリを解雇した際テームが買い取った。

#### ライッコラ編でカトリと関わる主な人
グニンラ
声 - 高橋和枝
麻や麦の刈り取りが終わった冬の間だけ毎年ライッコラ屋敷へやってくる親切なお婆さん。カトリはグニンラから糸つむぎや機織り（はたおり）のやり方を教わったことでその後上手になる。たくさんの話を知っており、それを毎年語り部としてライッコラ屋敷で話している。ハンナが怪しい動きをしていることを気にしていた。
普段は、チューリンターリ（チューリン村）に住んでいるが、後にカトリが村を訪ねたところ、不幸にもちょうど彼女の葬式が行われている最中であった。
ハンナ
声 - 吉田理保子
昔、ライッコラ屋敷で働いていた使用人で、カトリが来た年の秋に再び屋敷で働かせてもらうがその正体は泥棒。2人の仲間と共謀しライッコラ屋敷や、後にハルマ屋敷からも羊の毛を盗もうとするが、失敗に終わる。
真面目さが鼻につくのかカトリのことを嫌っており、アベルとも根本的に合わずいたずらをする。最終的にはアベルは縄で括りつけられる羽目になる。だが、グニンラおばあさんの機転により、ハンナはライッコラ屋敷を抜け出さなくてはならない事態になった。その後、望まぬ形でカトリと再会した時には、逆恨みに近い感情でカトリを奴隷商人に売り飛ばそうとしたり、マルティを徹底的に痛めつけさせたりと、かなりの悪人である。
アッキ・ランタ
声 - 井上和彦
大学生で大学に通っていたが体をこわして今は大学に行っていない模様。カトリのことをとても気に入り、文学や数学の本をプレゼントした。時代の流れを読みフィンランドの将来を見据え、カトリに読書や勉強の大切さを教える。カトリが困ったときに現れ、何かと助けてくれる。カトリとマルティの命の恩人でもあり、彼の存在が無ければ、最悪のケースを迎えた可能性がある。絵が得意。フィンランドの独立運動に参加していたが、警察に逮捕されるが、ロシアから逃亡し帰ってくる。後に新聞記者になる。

#### ライッコラ編に登場するその他主な人
ヘレナ
声 - 小林優子
マルティのいとこ。意地悪でさもしい性格のかわいそうな女の子。家畜番という仕事を見下していることからカトリに会うたびに意地悪をしており彼女のドレスにビールを掛けたことも。また、自身と仲の良いマルティがカトリと親しげにしているのを見つけると2人を引き離そうとする。愛用する真っ白なハンカチは機械で編んだ安物だが、カトリに自慢するぐらい本人は気に入っている。
ミーナ
声 - 松尾佳子
ヘレナの母。気まぐれな性格。ヘレナが裏でカトリに失礼な態度を取っていることは知らない。
ランタ夫人
声 - 武藤礼子
アッキの母。ミーナとは友人関係で第13話にてヘレナはこのランタさんと会っている。母のお使いでランタさんは2、3日前にトゥルクからこちら（ヘレナ邸別荘）へ来たとのこと。
アッキ宅のお手伝いさん
声 - 武藤礼子
アッキさんの別荘でのお手伝いさん。常時働いているわけではないようだ。
パーブォ
声 - ?
グニンラおばあさんをライッコラ屋敷まで送った人。
ハンナの仲間
声 - 男A（玄田哲章）男B（喜多川拓郎）
ライッコラ屋敷で働くハンナと連携し、裏で泥棒を働く。マルティに酷い暴力を振るい、アッキの助けが遅ければ殺されていた恐れもあった。
ビルッキ
声 - 岸野一彦
オオカミ退治をテームと一緒にした人物。カトリがライッコラ屋敷に来た翌年の春頃に牧場近くに現れた熊の退治にも同行している。
アルノ
声 - 大山高男
テームのいとこ。テームから手紙を届けるよう頼まれたカトリが、ライッコラ屋敷から少し離れた村に住むアルノの家を訪れる。火事で牛小屋が焼かれたペンティラ屋敷の牛を買い取るためのお金を借りたいとテームに頼まれ、快諾する。
グニンラの話に出てくる架空の登場人物
声 - 娘（潘恵子）、鶴（速水奨）、老婆（津田延代）
家畜番をする心優しい娘が、ケガをした鶴を助けたことで不思議なスプーンをもらい、数日後に出会ったみすぼらしい老婆からそのスプーンを譲ってくれるよう頼まれる。

### クウセラ屋敷（クォレリシ村）

#### クウセラ屋敷の人たち
クォレリシ村は、ライッコラ屋敷より遠く、ユリスの自宅から馬車で半日かかるぐらいの場所にある。
ロッタ・クウセラ
声 - 滝沢久美子
クウセラ屋敷の奥様。都会育ちで畑仕事など農作業のやり方を知らない。田舎暮らしが性に合わず屋敷の事は殆どビリヤミに任せている。自分は趣味であり仕事でもある刺繍（ししゅう）やレース編みをしており、その腕前はなかなかのものらしく彼女曰く作品はスウェーデンでモテモテとのこと。カトリを自分の娘のように気に入っていて、教養を付けさせることにやりがいを感じている。
夫カルロの死後は屋敷をビリヤミに譲り、クラウスを連れてトゥルクの実家に移り、カトリもそこへ呼びその後学校へ通わせる。本人によると御者が得意で乗馬もできるとのこと。
クラウス・クウセラ
声 - 高坂真琴
ロッタの息子で、使用人などからは“坊っちゃん”と呼ばれている。年齢は第35話の時点で4歳。明るい性格で元気だが泣き虫で弱虫な所があり、わがままを言って周りを困らせることがある。カトリとアベルと子猫のミッキが大好きでよく一緒に遊んでいる。自動車に乗るのが大好き。
ビリヤミ
声 - 橋本晃一
ペッカの兄。ロッタから信用されて使用人の採用などを任されており、失職したペッカも呼び寄せている。ペッカから、失職したカトリも雇うように強く頼まれるが、人手が足りているため断っていた。
カトリがクウセラ屋敷に到着した頃にはアリーナと婚約していて、半年後に結婚する。カルロの死後、ロッタからクウセラ屋敷を20年ローンで譲り受ける。
アリーナ
声 - 木藤聡子
クウセラ屋敷の使用人でビリヤミの婚約者。普段はヘンリッカと共に家事をしているが、畑仕事も手伝うこともある。カトリの事は気に入っている。
ヘンリッカ
声 - 片岡富枝
クウセラ屋敷の使用人。主に家の中の仕事を請け負い、特に料理の腕に自信があるようである。話好きなおばさん。普段ししゅうをしたりやクラウスと遊んだりしているカトリのことを良く思っていなかったが、牧草の刈り取り作業をした際、異様なまでの早さで刈り取ったカトリを見て、思い直す。
カルロ・クウセラ
声 - 西村知道
クウセラ屋敷の主人。軍人でドイツへの戦争に参加している。カトリが初めてクウセラ屋敷に着いた際、たまたまこのクウセラ屋敷にに帰郷していた。愛妻家で子供想いな性格。重症で運ばれた病院はヘルシンキの病院（3階の318号室）であるが、知らせを受けたロッタが着く直前に息を引き取っていた。死亡した時の階級は大尉。
ミッキ
声 - 木藤聡子
クウセラ屋敷で暮らすカトリがソフィヤからもらった猫。元々ソフィヤの父が飼っていた猫だが父が亡くなり、彼女もトゥルクへ引っ越すことになったため、カトリにプレゼントした。詳細な猫の種類は不明だが、ロシアンブルーのような薄紫色の毛並みとエメラルドグリーン色の目をしている。カトリに飼われてからは彼女のベッドで一緒に寝るようになる。小柄だが昼寝をするためにアベルの犬小屋を我が物顔で占領したりと、結構図太い所がある。

#### クウセラ編で登場するその他主な人たち
ソフィヤ・ニーラネン
声 - 松島みのり
アッキの友人女性でインターン（見習い医師）である。スウェーデンの大学で医学を学び医者の父親の後を継ぎ、クウセラ屋敷の隣町の診療所で暮らしている。3か月後に正式な医者となり、トゥルクにある聖パウロ病院で勤めるようになる。車の免許を持ってはいるがいつも荒っぽい運転をしており、同乗したカトリがいつも目を回していた。
レア
声 - 竹口安芸子
ニーラネン先生の使用人。ある時クラウスが熱を出したためカトリが医者であるニーラネンの父を頼ってやって来るが、彼が亡くなったため診察を断ろうとする。
エミリア
声 - 第24話水倉久美子、第39話以降山本百合子
クォレリシ村へ行く途中カトリが転んでしまうが、その時偶然出会いケガの状態を診た人物。トゥルクの病院で看護師をしている。カトリがトゥルクへ行く際、一緒に蒸気機関車に乗った人物でもある。その時にアッキさんとも出会う。後にアッキさんと婚約する。
エミリアの父
声 - 広瀬正志
エミリアの父。休暇中に帰省したエミリアと共にハルマ屋敷のパーティに訪れ、ベイネと雑談を交わす。
ラスキ
声 - 青年期大塚芳忠／老年期大久保正信
履物職人。色々な屋敷で靴を作っているらしく、ビリヤミによれば、今年はヨッキネン屋敷で靴を作った後来ることになっている。カトリやクラウス等の靴を作った。陽気な性格でカトリにお伽話をカトリに聞かせて楽しませた。好物はかぼちゃのスープ。
クスター
声 - 島田敏
ラスキ親方の弟子で5年間、ラスキ親方についている。ドジで不器用と自認しており自分の才能がないと悩んでいたがカトリに励まされ元気を取り戻す。
オーレ・ルゲイエ
声 - 緒方賢一
眠りの精。第31話に登場し、カトリを眠りの世界へ誘い、母と会わせてくれる。当然、夢の中の話なので実際に会えた訳ではない。
悪魔
声 - 加藤治
ラスキがカトリにしたお伽話に登場。過去に悪さをしたせいで神様の怒りを買い、もみの木の根元に閉じ込められている。ある日木のそばを通りかかったラスキ青年に呼びかけ助けを求める。
車掌
声 - 平野義和
カトリが乗るトゥルク行きの列車の車掌。列車に動物を乗せる時はふたが閉まるかごに入れて貨物室に乗せる規則があるが、アベルを客室に連れて行こうとするカトリに振り回される。

### ヘルシンキ
都会の街で、カトリがこれまで過ごした地域と違い人通りが多く大きな建物が立ち並ぶ。
アンティ
ホテルで働いている従業員。気分の優れないロッタの部屋にクーシを案内する。
牧師
声 - 沢木郁也
教会で倒れたロッタに部屋を提供した。
クーシ
教会で倒れたロッタを診た医師だがセリフは一言も無い。
フロントの人
ホテルで働いているフロント。カトリとクラウスはこのフロントにある電球をつけたり消したりして遊んでいる。
ビルッキ
コッコ商会の受付をしていた人物（ライッコラ編のビルッキとは別人）。機転があまり利かない。カトリが急ぎの用件を取り次いでもらおうとするが、自身は“初めて見る子供”ということを理由に2時間も待たせたあげく偉そうな態度を取る。
ヘルマン・コッコ
声 - 今西正男
コッコ貿易商会の社長でヘルシンキの港近くに会社を所有している。カトリが持ってきた手紙を読み終えた後、ビルッキに会社を出たばかりの客を呼び戻させる。
エリアス・リラク
声 - 勝田久
ロッタ・クウセラの父で、会社社長。カトリが訪れた際偶然にもコッコ商会へ来ており、ヘルシンキのホテルまでカトリが連れて行った。ロッタと同様にカトリをとても気に入っている。
ロッタの刺繍はこのリラクが売っている。この刺繍は特にスウェーデンでよく売れているらしく、リラクはロッタを連れてスウェーデンに行っている。

### トゥルク
サロ駅（パルキ村のユリス宅の最寄り駅）からトゥルクまでは列車で約2時間の場所にある。
イーネス
声 - 中西妙子
エリアスの妹でロッタの叔母に当たる女性。早くに夫を亡くしている。ロッタが母親を失った後、屋敷のことを取り仕切っている権威主義的な人物。「カトリと聞くと頭が痛くなる」というぐらいカトリのことが気に入らず、やたらと突っかかる相当な意地悪。
持病を患っているようだが医者嫌いで診察を拒んでいる。その後カトリが紹介したソフィヤの治療を受けて状態が良くなりそれを感謝してか、最終回では性格が180度変わったかのようにカトリに優しく接しているシーンがある。
セルマ
声 - 山田礼子
イーネスに従順な使用人。最初の頃はイーネスの影響を受けてカトリを嫌っていたが、彼女の働きぶりと誠実さを知って徐々に打ち解ける。オランダ製の花瓶が割れた際、その原因について的確にリラクに伝え、カトリを助けた。実は掃除はあまり好きではなく、犬が嫌い。
ノーラ
声 - 峰あつ子
イーネス家の料理担当。陽気な性格でスキャットを歌いながら料理を作ったり、ロッタから夫の居場所を聞かれた時に夫の口調をマネるなどしている。出会った頃から夫婦揃ってカトリを気に入り彼女の味方となる。
サロモン
声 - 郷里大輔
ノーラの夫。普段は庭師をしており庭や温室で植物を育てており、仕事柄花の名前を良く知っている。アベルの犬小屋を作った人物で御者をすることもある。ソフィヤの自動車のクランクを回し、自動車のエンジンをかけたこともある。
レオ
声 - 伊倉一恵
カトリと同い年ぐらいの少年で自由学院に通っている。迷子になったクラウスとアベルをカトリと一緒に探してくれた。いたずら好きな少年たちの中では常識的でカトリの良き理解者だが、カトリのことについてあれこれ知りたがる欠点も。挙句の果てにはソフィヤの自動車にカトリと一緒に載せてもらった際、ソフィヤに「カトリは本当はどこの国の王女様なんですか？」と聞いている。算数が苦手。身体能力が高くバク転などの技ができる。
ウラジーミル・レーニン
（声は無し）
ロシア革命の指導者で、後にソビエト社会主義共和国連邦の初代指導者となる。第48話でアッキ、エミリア、カトリが入ったレストランで入れ違いに出て行くところを偶然見かけたアッキが店を出て追いかけたが、会えずじまいだった。
ナレーター
声 - 武藤礼子
作中では、主に物語の状況やフィンランドの季節や文化などの説明をしているが、第17話ではカトリに呼びかけるような演出もある。

## 補足説明

### 作中のフィンランドの季節について
作中の説明によると、日本に比べてフィンランドは夏期が短く冬期が長い。夏は日が暮れるのが遅く、20時でも夕方並の明るさとなっている。冬になると厳しい寒さのため、ライッコラ屋敷の辺りに住む人たちはできるだけ外出を控え、室内の仕事に切り替えるなど多くの時間を屋内で過ごす。また、雪が降り始める頃には、太陽が出ている時間が約3時間の短さになるとのこと。

### ライッコラ屋敷と牧場
ライッコラ屋敷には母屋と離れ（作中では“夏小屋”と呼ばれている）と牛舎の他、母屋から少し坂を下った所にサウナ小屋がある。夏小屋は2階建てで寝室に使える個室がいくつかあり、風通しが良いため主に冬期以外に使用人たちが利用している。ちなみにライッコラでは過去に犬を飼っていたらしく母屋の外には犬小屋があり、パルキ村から来た直後からアベルの寝床となっている。
サウナ小屋はサウナとして使うのはもちろん、簡単な調理場があり時々ウッラがクレープを作っている。また、秋になると刈り取った大量の麻を乾燥させたり、それを糸に加工したりする場所としても利用している。
南の牧場
ライッコラ屋敷から約1kmの場所にあり比較的平坦に近い牧草地で、家畜番は周りを見通しやすく牛たちものびのびと過ごせる。カトリがライッコラ屋敷に来た翌日からこの牧場に放牧に訪れる。
北の牧場
牧草が豊富なため牛にとっては良い場所だが、この牧場の一部が湖に面した崖になっていて少々危険。牛たちが南の牧場の草をある程度食べてしまったため、カトリは南の牧場からこちらに来ることになる。
西の牧場
ライッコラから西の森の中にあり、他の牧場より牛の行動できる範囲がやや狭いが周りを柵で囲まれているため管理がしやすい。秋頃など人手が足りない日にこの牧場を利用することで家畜番の手が空くため、放牧中でも持ち場を離れて他の仕事に向かうことができるという利点がある。

### 作中でカトリが読む主な本
- 聖書

カトリはパルキ村にいる時から聖書を読んでおり、彼女にとって聖書は読み書きを勉強するための教科書代わりとなっている。
- 『カレヴァラ』（『カレワラ』）

ライッコラ屋敷に来た年の夏にアッキからもらった。『カレヴァラ』はフィンランドの民族叙事詩として有名だが、子供が読むにはやや難しい単語や言い回しが使われている。
アッキがカトリと最初に出会った際、『カレヴァラ』の中の一節でヴァイナモイネンが美しい乙女アイノに伝えたとされるセリフを言っている。
- 算数の本

カトリがクウセラ屋敷で暮らしている頃にアッキから送られてきた。アッキが教わっている大学教授が書いた初歩的な算数の本で子供にも分かりやすく説明されている。カトリはこの本で算数を勉強するようになる。
- ヴィクトル・ユーゴーの『クルヤット』（レ・ミゼラブル）

マリからもらった。
- アンデルセンの童話集

カトリが読書好きと知ったソフィヤから贈られた。この本には「みにくいアヒルの子」や「人魚姫」などの話が載っており、カトリはクラウスに読み聞かせる。
- ルイス・キャロルの『不思議の国のアリス』やアンデルセンの『絵のない絵本』[107]などの本

トゥルクにあるロッタの実家の本棚にある。ロッタが子供の頃に読んでいた本で、カトリがクラウスに読み聞かせる。
- トム・ソーヤの冒険

カトリが入学することになった自由学園の入学面接で読んだ本。本作と同じく世界名作劇場でアニメ化されている。

## スタッフ
- 原作 - アウニ・ヌオリワーラ
- 製作 - 本橋浩一
- 製作管理 - 高桑充
- 企画 - 佐藤昭司・久保田栄一（フジテレビ）
- 脚本 - 宮崎晃
- 演出 - 斉藤博
- キャラクターデザイン - 高野登
- オープニング作画 - 竹松一生・森友典子
- エンディング作画 - 佐藤好春
- 美術（監督） - 阿部泰三郎
- 背景 - スタジオロフト・スタジオSF・スタジオアクア
- 彩色 - スタジオロビン
- 美術助手 - 石野真由美
- 録音監督 - 小松亘弘
- 音楽 - 冬木透 - （ほぼ全曲のBGMがシベリウスの作品からの編曲。）
- 撮影監督 - 黒木敬七
- 撮影 - トランスアーツ　鳥越一志・杉山幸夫 他
- 編集 - 瀬山武司
- 現像 - 東洋現像所（現・IMAGICA）
- 色指定・仕上検査 - 宇野薫
- タイトル - 道川昭
- 録音制作 - 映像音響システム（現・サンオンキョー）会田昌克
- 整音 - 田中英行
- 効果 - 松田昭彦（フィズサウンド）
- 監督助手 - 杉村博美 他
- プロデューサー - 松土隆二（日本アニメーション）
- 監督 - 斎藤博
- 制作協力 - KLMオランダ航空
- 制作 - 日本アニメーション・フジテレビ

## 音楽
物語の舞台がフィンランドであることから、本作品では以下に挙げるシベリウスの作品をBGMとして用いている。本作品での使用に当たっては冬木透により編曲され、室内楽編成で曲風にも大幅なアレンジが加えられているが、放送当時発売されたレコード（ポニーキャニオン C25G0342）には、最後に熊谷弘指揮東京フィルハーモニー交響楽団の演奏による「フィンランディア」のオリジナル曲が収録されている。作中でも第2話の冒頭を始め、その録音を基にしたBGMも幾つか使用された。
- 交響詩「フィンランディア」op.26
- 交響詩「トゥオネラの白鳥」op.22-3
- カレリア組曲 op.11
- ラカスタヴァ（恋する者）op.14

### 主題歌

#### オープニングテーマ
「Love with You 〜愛のプレゼント〜」
作詞 - 伊藤薫 / 作曲 - 三木たかし / 編曲 - 鷺巣詩郎 / 歌 - 小林千絵

#### エンディングテーマ
「風の子守歌」
作詞・作曲 - 伊藤薫 / 編曲 - 鷺巣詩郎 / 歌 - 小林千絵

## 各話リスト
| 話数   | 放送日        | サブタイトル           | 絵コンテ          | 作画監督 |
| ------ | ------------- | ---------------------- | ----------------- | -------- |
| 第1話  | 1984年 1月8日 | 別れ                   | 清瀬二郎          | 高野登   |
| 第2話  | 1月15日       | 友だち                 | 清瀬二郎          | 森友典子 |
| 第3話  | 1月22日       | 春のあらし             | 清瀬二郎          | 佐藤好春 |
| 第4話  | 1月29日       | 決意                   | 清瀬二郎          | 高野登   |
| 第5話  | 2月5日        | 出発                   | 清瀬二郎          | 保谷裕江 |
| 第6話  | 2月12日       | 主人                   | 清瀬二郎          | 森友典子 |
| 第7話  | 2月19日       | 奥様                   | 楠葉宏三          | 佐藤好春 |
| 第8話  | 2月26日       | 災難                   | 清瀬二郎          | 森友典子 |
| 第9話  | 3月4日        | 愛情                   | 清瀬二郎          | 高野登   |
| 第10話 | 3月11日       | 約束                   | 楠葉宏三          | 佐藤好春 |
| 第11話 | 3月18日       | 喧嘩                   | 清瀬二郎          | 森友典子 |
| 第12話 | 3月25日       | 手紙                   | 楠葉宏三          | 高野登   |
| 第13話 | 4月1日        | 素敵な贈物             | 清瀬二郎          | 佐藤好春 |
| 第14話 | 4月8日        | はじめての招待         | 清瀬二郎          | 森友典子 |
| 第15話 | 4月15日       | おもいがけないお給料   | 楠葉宏三          | 高野登   |
| 第16話 | 4月22日       | 迷子になった羊         | 清瀬二郎          | 佐藤好春 |
| 第17話 | 4月29日       | 狼を退治する日         | 清瀬二郎          | 森友典子 |
| 第18話 | 5月6日        | 二つの火事             | 清瀬二郎          | 高野登   |
| 第19話 | 5月13日       | 隣どうし               | 楠葉宏三          | 佐藤好春 |
| 第20話 | 5月20日       | 来た人と去る人         | 清瀬二郎          | 森友典子 |
| 第21話 | 5月27日       | アベルが狙われた       | 清瀬二郎          | 高野登   |
| 第22話 | 6月3日        | 春を待ちながら         | 清瀬二郎 楠葉宏三 | 佐藤好春 |
| 第23話 | 6月17日       | 熊と牛はどちらが強いか | 清瀬二郎 楠葉宏三 | 森友典子 |
| 第24話 | 6月24日       | 出会いと別れ           | 清瀬二郎 楠葉宏三 | 高野登   |
| 第25話 | 7月1日        | 島での出来事           | 清瀬二郎          | 佐藤好春 |
| 第26話 | 7月8日        | 助けてくれた人         | 清瀬二郎          | 森友典子 |
| 第27話 | 7月15日       | 都会育ち               | 清瀬二郎          | 高野登   |
| 第28話 | 7月22日       | 新しい生活             | 清瀬二郎          | 佐藤好春 |
| 第29話 | 8月5日        | 夢を見ていた           | 清瀬二郎          | 森友典子 |
| 第30話 | 8月12日       | 美しい白鳥のように     | 清瀬二郎          | 高野登   |
| 第31話 | 8月19日       | 本が送られて来た       | 清瀬二郎          | 佐藤好春 |
| 第32話 | 8月26日       | 魔法の本と悪魔         | 清瀬二郎          | 森友典子 |
| 第33話 | 9月2日        | 喜びと悲しみ           | 清瀬二郎          | 高野登   |
| 第34話 | 9月9日        | ヘルシンキ行き         | 清瀬二郎          | 佐藤好春 |
| 第35話 | 9月16日       | 父と娘                 | 清瀬二郎          | 森友典子 |
| 第36話 | 9月23日       | 奥様の決意             | 清瀬二郎          | 高野登   |
| 第37話 | 9月30日       | 迷子のアベル           | 清瀬二郎          | 佐藤好春 |
| 第38話 | 10月7日       | それぞれの道           | 清瀬二郎          | 森友典子 |
| 第39話 | 10月14日      | ハルマ屋敷のパーティ   | 清瀬二郎          | 高野登   |
| 第40話 | 10月21日      | 道づれ                 | 清瀬二郎          | 佐藤好春 |
| 第41話 | 10月28日      | トゥルクの人々         | 清瀬二郎          | 森友典子 |
| 第42話 | 11月4日       | 絵のない絵本           | 清瀬二郎          | 高野登   |
| 第43話 | 11月11日      | 自動車に乗った!        | 清瀬二郎          | 佐藤好春 |
| 第44話 | 11月18日      | にくらしい娘           | 清瀬二郎          | 森友典子 |
| 第45話 | 11月25日      | 疲れた一日             | 清瀬二郎          | 高野登   |
| 第46話 | 12月2日       | 美しいもの             | 清瀬二郎          | 佐藤好春 |
| 第47話 | 12月9日       | お土産のランドセル     | 清瀬二郎          | 森友典子 |
| 第48話 | 12月16日      | ああ入学               | 清瀬二郎          | 高野登   |
| 第49話 | 12月23日      | おかあさんの帰国       | 清瀬二郎          | 佐藤好春 |

## 放送局
※放送日時・系列は、個別に出典が提示されてあるものを除き1984年11月中旬 - 12月上旬時点のものとする。
| 放送地域       | 放送局         | 放送日時                                                 | 放送系列                                     | 備考    |
| -------------- | -------------- | -------------------------------------------------------- | -------------------------------------------- | ------- |
| 関東広域圏     | フジテレビ     | 日曜 19:30 - 20:00                                       | フジテレビ系列                               | 制作局  |
| 北海道         | 北海道文化放送 | 日曜 19:30 - 20:00                                       | フジテレビ系列                               |         |
| 秋田県         | 秋田テレビ     | 日曜 19:30 - 20:00                                       | フジテレビ系列 テレビ朝日系列                |         |
| 宮城県         | 仙台放送       | 日曜 19:30 - 20:00                                       | フジテレビ系列                               |         |
| 福島県         | 福島テレビ     | 日曜 19:30 - 20:00                                       | フジテレビ系列                               |         |
| 新潟県         | 新潟総合テレビ | 日曜 19:30 - 20:00                                       | フジテレビ系列                               | [ 110 ] |
| 長野県         | 長野放送       | 日曜 19:30 - 20:00                                       | フジテレビ系列                               |         |
| 静岡県         | テレビ静岡     | 日曜 19:30 - 20:00                                       | フジテレビ系列                               |         |
| 富山県         | 富山テレビ     | 日曜 19:30 - 20:00                                       | フジテレビ系列                               |         |
| 石川県         | 石川テレビ     | 日曜 19:30 - 20:00                                       | フジテレビ系列                               |         |
| 福井県         | 福井テレビ     | 日曜 19:30 - 20:00                                       | フジテレビ系列                               |         |
| 中京広域圏     | 東海テレビ     | 日曜 19:30 - 20:00                                       | フジテレビ系列                               |         |
| 近畿広域圏     | 関西テレビ     | 日曜 19:30 - 20:00                                       | フジテレビ系列                               |         |
| 島根県・鳥取県 | 山陰中央テレビ | 日曜 19:30 - 20:00                                       | フジテレビ系列                               |         |
| 岡山県・香川県 | 岡山放送       | 日曜 19:30 - 20:00                                       | フジテレビ系列                               |         |
| 広島県         | テレビ新広島   | 日曜 19:30 - 20:00                                       | フジテレビ系列                               |         |
| 愛媛県         | 愛媛放送       | 日曜 19:30 - 20:00                                       | フジテレビ系列                               | [ 111 ] |
| 福岡県         | テレビ西日本   | 日曜 19:30 - 20:00                                       | フジテレビ系列                               |         |
| 佐賀県         | サガテレビ     | 日曜 19:30 - 20:00                                       | フジテレビ系列                               |         |
| 熊本県         | テレビ熊本     | 日曜 19:30 - 20:00                                       | フジテレビ系列 テレビ朝日系列                |         |
| 沖縄県         | 沖縄テレビ     | 日曜 19:30 - 20:00                                       | フジテレビ系列                               |         |
| 青森県         | 青森放送       | 土曜 18:00 - 18:30                                       | 日本テレビ系列 テレビ朝日系列                |         |
| 岩手県         | 岩手放送       | 木曜 19:00 - 19:30（1984年9月時点） → 木曜 17:30 - 18:00 | TBS系列                                      | [ 113 ] |
| 山形県         | 山形テレビ     | 金曜 19:00 - 19:30（1984年6月時点）→ 木曜 19:00 - 19:30  | フジテレビ系列                               |         |
| 山梨県         | 山梨放送       | 月曜 19:00 - 19:30                                       | 日本テレビ系列                               |         |
| 高知県         | 高知放送       | 土曜 18:00 - 18:30                                       | 日本テレビ系列                               |         |
| 長崎県         | テレビ長崎     | 日曜 18:00 - 18:30                                       | フジテレビ系列 日本テレビ系列                | [ 115 ] |
| 大分県         | テレビ大分     | 土曜 18:00 - 18:30                                       | 日本テレビ系列 フジテレビ系列 テレビ朝日系列 | [ 115 ] |
| 宮崎県         | テレビ宮崎     | 土曜 18:30 - 19:00                                       | 日本テレビ系列 フジテレビ系列 テレビ朝日系列 | [ 115 ] |
| 鹿児島県       | 鹿児島テレビ   | 木曜 19:00 - 19:30                                       | 日本テレビ系列 フジテレビ系列                | [ 115 ] |

## 映像ソフト
テレビシリーズのDVDは2001年3月25日から6月25日にかけて、全12巻が発売された。